# The New Tango
The New Tango es un álbum en vivo de Astor Piazzolla y Gary Burton grabado en julio de 1986 en Montreux, Suiza, editado en 1987 en Argentina, Estados Unidos y Europa, en formato de vinilo, casete y CD. Fue publicado como "suite para vibráfono y Quinteto tango nuevo". Fue incluido en la lista 1001 Albums You Must Hear Before You Die en su edición de 2018.

## Concierto de 2016
Algunas piezas del concierto como "La muerte del ángel" eran propias del repertorio de Astor Piazzolla, mientras que "Vibraphonissimo" la compuso especialmente para Gary Burton. Las partituras del concierto original se perdieron. En 2016 el músico argentino Nicolás Enrich reconstruyó el álbum original escuchándolo solamente, así reescribió las partituras del mismo, y junto a un grupo de músicos argentinos integrados por Fabián Keoroglanian en vibráfono, Sebastián Prusak en violín, Jorge Kohan en guitarra, Daniel Falasca en contrabajo, Lautaro Greco en piano y el mismo Enrich en bandoneón, interpretaron la música del álbum y brindaron un concierto completo bajo el nombre de "Vibraphonissimo" en el Centro Cultural Kirchner en junio de 2016.

## Lanzamiento y reediciones
The New Tango se editó originalmente en 1987 en Argentina, Estados Unidos y Europa, en formato de vinilo, casete y CD, la versión en CD incluía una versión de "La muerte del ángel" del concierto. En 2021 se reeditó en CD en Europa.

## Crítica
Como ocurre con todos los álbumes de Piazzolla, las posibilidades de decepción son bastante escasas, y aquí se presta especial atención a los detalles por parte de todos los músicos involucrados. Cualquier aficionado al nuevo tango o a Piazzolla quedará satisfecho como siempre. Los fanáticos de Gary Burton o del jazz pueden encontrar el álbum sorprendentemente bueno, ya que muestra la versatilidad del vibrafonista. Como dijo una vez Fernando González, "esta música conoce muchos dialectos. Y se escucha. No hay líneas trazadas ni lados que defender. Esto es nuevo tango".
AllMusic.

Fue todo un repertorio nuevo que Astor creó para la inclusión de Burton en el Quinteto y se sale de la línea habitual; hay como un Piazzolla remixado, en el tema "Little Italy" aparecen solos de piano, el vibráfono improvisa bastante, es como que Astor se dejó llevar un poco más de lo habitual, propuso desarrollos mayores, es una música increíble.
Nicolás Enrich, 2016.

## Lista de temas
Todas las canciones escritas y compuestas por Astor Piazzolla. 
| Lado A |                     |          |  |
| N.º    | Título              | Duración |  |
| 1.     | «Milonga is Coming» | 12:07    |  |
| 2.     | «Vibraphonissimo»   | 6:36     |  |
| 3.     | «Little Italy 1930» | 8:49     |  |

| Lado B |                   |          |  |
| N.º    | Título            | Duración |  |
| 4.     | «Nuevo Tango»     | 5:38     |  |
| 5.     | «Laura's Dream»   | 11:56    |  |
| 6.     | «Operation Tango» | 9:56     |  |

| Pista adicional de la edición en CD de 1987 |                       |          |  |
| N.º                                         | Título                | Duración |  |
| 7.                                          | «La muerte del ángel» | 2:30     |  |

## Créditos
- Astor Piazzolla - bandoneón[5]
- Gary Burton - vibráfono
- Pablo Ziegler - piano
- Fernando Suárez Paz - violín
- Héctor Console - contrabajo
- Horacio Malvicino - guitarra eléctrica

Otros
- Productor - Nesuhi Ertegün
- Mezclado por Gary Burton en Berklee Recording Studio, Berklee College
- Ingeniero de sonido - Don Puluse y David Richards
- Fotógrafo - Georges Braunschweig
- Fernando González - notas del álbum